# Murik
Ej att förväxla med folkhögskolan Murikka-opisto i Tammerfors kommun

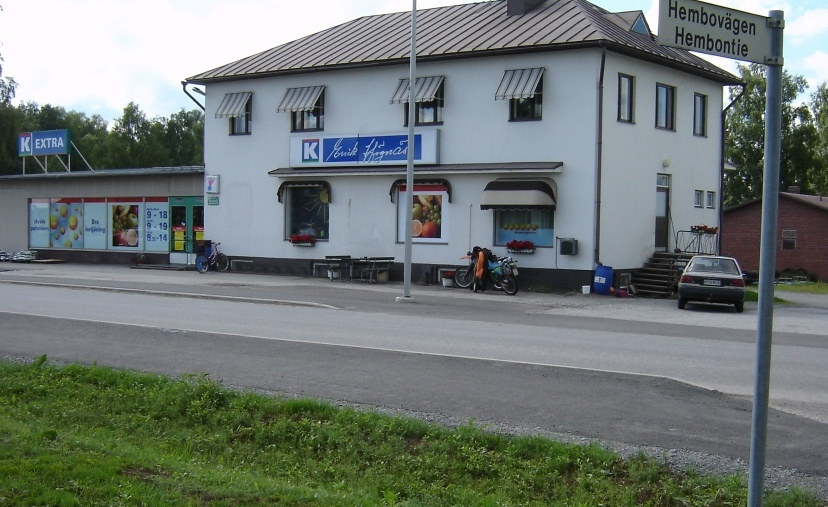
Bybutik i Murik, 2005

Murik (finska: Murikka) är centrum i Nedervetil i Kronoby kommun i Österbotten. Murik bildar ett tätort med 806 invånare. Nedervetil kyrka ligger i Murik. Orten ligger vid Perho å.
Murikka uppstod kring Nedervetil kyrka mellan Perhonjoki och motorvägen. Skolan låg tidigare i Tasti, men Kronoby kommun beslöt 2018 att bygga en ny skola mellan vårdcentralen och idrottsplatsen. Den nya Nedervetilskolan togs i drift hösten 2020.
Murik bildade tätort med kyrkbyn Nedervetil i 1960 års avgränsning, då den hade en befolkning på 203, en landyta på 1,15 km² och en befolkningstäthet på 176,5 invånare/km². År 1970 var kyrkbyn inte längre en bosättning.] Idag tillhör Murik, tillsammans med närliggande byar, den statistiska tätorten Nedervetil, där 1 019 invånare bodde 2020.